# アスパラギン酸アンモニアリアーゼ
アスパラギン酸アンモニアリアーゼ (Aspartate ammonia-lyase、EC 4.3.1.1)は、以下の化学反応を触媒する酵素である。
L-アスパラギン酸 {\displaystyle \rightleftharpoons } フマル酸 + アンモニア
従って、この酵素の基質はL-アスパラギン酸のみ、生成物はフマル酸とアンモニアの2つである。
この酵素はリアーゼ、特に炭素-窒素結合を切断するアンモニアリアーゼに分類される。系統名は、L-セリン アンモニアリアーゼ (ピルビン酸形成)(L-aspartate ammonia-lyase (fumarate-forming))である。他に、aspartase、fumaric aminase、L-aspartase、L-aspartate ammonia-lyase等とも呼ばれる。この酵素は、アラニン及びアスパラギン酸の代謝、また窒素循環に関与している。

## 構造
2007年末時点で、2つの構造が解明されている。蛋白質構造データバンクのコードは、1J3Uと1JSWである。